# ماریا گالبانی
ماریا گالبانی (اسپانیایی: María Galvany‎) یک خواننده سوپرانوی برجستهٔ اپرا اهل اسپانیا بود.

## زندگی‌نامه
شهرت وی بواسطهٔ تکنیک عالی و استادانهٔ خوانندگی و اجراهای پُرجلوه و نمایشی‌اش در اپرا بود. با این حال، اطلاعات مستندِ ناچیزی دربارهٔ زندگیِ شخصی و حرفه‌ای او در دست است. به عنوان مثال، امروزه بر این باورند که وی در سال ۱۸۷۸ به دنیا آمده است، اما برخی منابع، ۱۸۷۴ و ۱۸۷۶ را نیز ذکر کرده‌اند.
وی دانش‌آموختهٔ «هنرستان سلطنتی موسیقی مادرید» بود و نخستین اجرای حرفه‌ای‌اش در نقش اصلیِ اپرایِ «لوچیا دی لامرمور» اثرِ «گائتانو دونیزتی»، در شهر کارتاگنا (اسپانیا) (حوالی سال ۱۸۹۶) بود.
مشهورترین اثرِ ضبط‌شدهٔ او، اجرای دوصدایی‌اش با باریتون برجستهٔ اپرا، «تیتا روفو» است.
با آنکه تا حوالی دههٔ ۹۰ میلادی، عقیده بر آن بود که «ماریا گالبانی» در ۲ نوامبر ۱۹۴۹ میلادی در یک «خانهٔ سالمندان» در ریو دو ژانیرو درگذشته است؛ اما یک پزشک برزیلی به نام «ژاک آلن لئون» اظهار داشت که «ماریا گالبانی» در سال ۱۹۱۸ و به‌دلیلِ آنفلوآنزا درگذشته و سوپرانوی هم‌نامِ دیگری به نام «ماریا رویاس گالبانی» در ۱۹۴۹ در ریو دو ژانیرو فوت کرده‌است.